# 144 Eskadra IAF

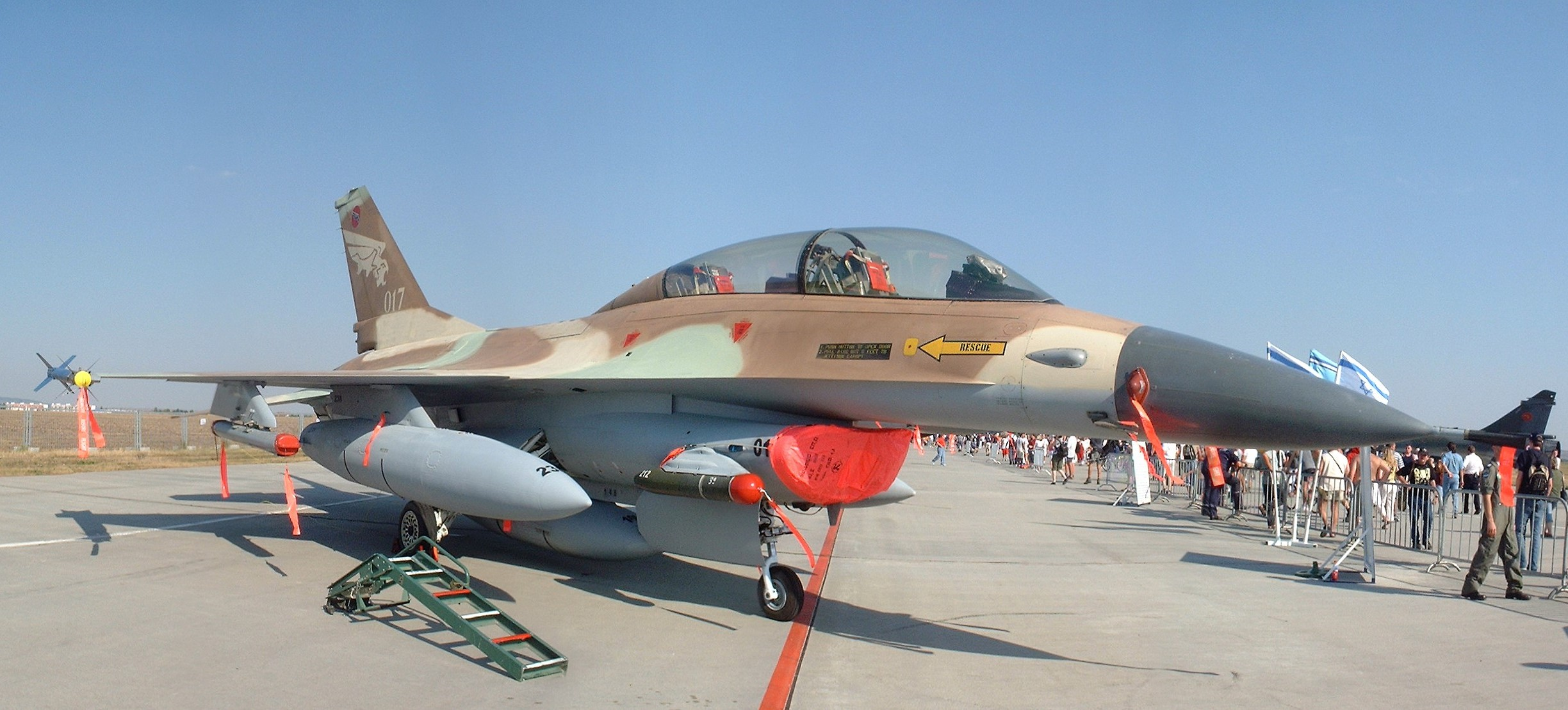
F-16B Netz

144 Eskadra (hebr. „Shomry Ha’Arava”, „Feniks”) – myśliwska eskadra Sił Powietrznych Izraela, bazująca w Hatzor w Izraelu.

## Historia
Eskadra została sformowana pod koniec 1972 roku i składała się z 20 samolotów myśliwsko-bombowych Nesher. Początkowo eskadra nosiła numer 111.
Podczas wojny Jom Kipur w 1973 eskadra została przegrupowana na lotnisko przy Refidim na półwyspie Synaj, przez co wzięła duży udział w prowadzonych walkach. Jej piloci odnieśli 48 zwycięstw powietrznych bez strat własnych.
W 1978 przeprowadzono wymianę samolotów w eskadrze, wprowadzając na miejsce Nesherów nowe 24 samoloty myśliwsko-bombowe Kfir C-2. Od 1981 eskadra bazowała w bazie lotniczej Owda. 31 lipca 1983 otrzymano 24 nowe maszyny Kfir C-7, natomiast starsze modele C-2 wycofano ze służby do 1985.
W 1993 eskadrę przebazowano do bazy lotniczej Hatzor. W grudniu 1994 eskadra zaczęła używać samoloty wielozadaniowe F-16A/B.
Podczas II wojny libańskiej w 2006 samoloty 144 Eskadry wzięły udział w bombardowaniu celów Hezbollahu w południowym Libanie.

## Wyposażenie
Na wyposażeniu 144 Eskadry znajdują się następujące samoloty:
- samoloty wielozadaniowe F-16A/B.